# Арсенаули
Арсенаули (груз. არსენაული) — село в Грузии, на территории Кедского муниципалитета Аджарии.

## География
Село находится в юго-западной части Грузии, на левом берегу реки Аджарисцкали, вблизи места впадения в неё реки Акаврета, на расстоянии приблизительно полукилометра к юго-западу от посёлка городского типа Кеда, административного центра муниципалитета. Абсолютная высота — 294 метра над уровнем моря.

## Население
По результатам официальной переписи населения 2014 года в Арсенаули проживало 89 человек (48 мужчин и 41 женщина).
| Год  | Население, человек |
| ---- | ------------------ |
| 2002 | 100                |
| 2014 | ↘ 89               |